# Symfonie nr. 6 (Cowen)
Frederic Cowen componeerde zijn Symfonie nr. 6 ; De Idyllische in 1896.
Na een drietal redelijk ontvangen symfonieën kwam Cowen met deze symfonie. Met name zijn 3e symfonie werd veel uitgevoerd en was ook redelijk populair in die dagen. De première van zijn 6e vond plaats onder leiding van Hans Richter (31 mei 1897) en daarna werd het werk nog een aantal keren uitgevoerd in Liverpool, Londen en Glasgow. Cowen heeft het werk zelf ook nog tweemaal uitgevoerd in Bournemouth, met de voorloper van het Bournemouth Symphony Orchestra (1901 en 1910). 

## Delen
1. Allegro vivace;
2. Allegro scherzando;
3. Adagio, molto tranquillo;
4. Finale, Molto vivace.

Cowen tapt hier uit hetzelfde vaatje als bij zijn symfonie nr. 3. Hij werd in eerste instantie daarom geprezen, want hij deed niet mee met de modernistische veranderingen in de muziek, die rond 1900 hun intrede deden. Maar 10 jaar later was de situatie geheel omgekeerd; men vond de symfonie ouderwets klinken en zeker niet passen in het tijdsbeeld. Wat betreft deze compositie was Cowen eigenlijk net een paar jaar te laat. Ook hier ingehouden en onderdrukte emoties zoals deze in de mode waren tijdens het victoriaanse tijdperk; echter het heeft wel als subtitel Idylle. Maar inmiddels was b.v. Engeland al overgegaan op het meer frivole tijdperk dat aanbrak onder Koning Edward. Cowen kon (en wilde) zich daar niet bij aansluiten. Het werk verdween van de lessenaars in de archieven. 

## Bron en discografie
- Uitgave Classico; Aarhus Symfonie Orkest onder leiding van Douglas Bostock.
- Bladmuziek van Symfonie nr. 6 (Cowen) op de website van het International Music Score Library Project